# Principio dell'uniforme limitatezza
In matematica, il principio dell'uniforme limitatezza o teorema di Banach-Steinhaus, pubblicato per la prima volta nel 1927 da Stefan Banach e Hugo Steinhaus, ma anche dimostrato indipendentemente da Hans Hahn, è uno dei risultati fondamentali in analisi funzionale e, insieme con il teorema di Hahn-Banach e con il teorema della funzione aperta, è considerato una delle basi di questa branca dell'analisi. Nella sua forma più semplice, esso afferma che per una famiglia di operatori lineari continui (e quindi limitati) definiti su uno spazio di Banach la limitatezza puntuale è equivalente alla limitatezza nella norma operatoriale.

## Enunciato
Siano {\displaystyle X} uno spazio di Banach e {\displaystyle Y} uno spazio normato. Sia {\displaystyle F} una famiglia di operatori lineari continui (limitati) da {\displaystyle X} in {\displaystyle Y} tale che per tutti gli {\displaystyle x} in {\displaystyle X} risulti:
{\displaystyle \sup \left\{\,\|Tx\|_{Y}:T\in F\,\right\}<\infty }
Allora:
{\displaystyle \sup \left\{\,\|T\|_{B(X,Y)}:T\in F\;\right\}<\infty }
dove con {\displaystyle B(X,Y)} si è indicato lo spazio degli operatori limitati da {\displaystyle X} in {\displaystyle Y}.
Il teorema può essere generalizzato in quanto l'ambiente naturale per il principio dell'uniforme limitatezza è uno spazio botte, dove vale una versione generalizzata del teorema (enunciata più avanti).

## Dimostrazione
Per ogni {\displaystyle n\in \mathbb {N} } si definisce l'insieme:
{\displaystyle C_{n}\equiv \left\{x\in X:\|Tx\|\leq n\quad \forall T\in F\right\}}
Per ipotesi, per ogni {\displaystyle x\in X} esiste un indice naturale {\displaystyle n=n(x)} tale che {\displaystyle \|Tx\|\leq n} per ogni {\displaystyle T\in F}, e pertanto si ha:
{\displaystyle X=\cup _{n=1}^{\infty }C_{n}}
Si osserva che, per la continuità di ogni elemento {\displaystyle T} di {\displaystyle F}, tutti gli insiemi {\displaystyle C_{n}} sono chiusi. Invocando il teorema della categoria di Baire si deduce che esiste un naturale {\displaystyle m} tale che {\displaystyle {\overline {C}}_{m}=C_{m}} ha interno non vuoto, vale a dire che esistono {\displaystyle y\in X} e {\displaystyle \varepsilon >0} tali che:
{\displaystyle B(y,\varepsilon )\subseteq T^{-1}\left(\left\{z:\|z\|\leq m\right\}\right)\quad \forall T\in F}
In altre parole si ha:
{\displaystyle \|T(x+y)\|\leq m\quad \forall x:\|x\|<\varepsilon \quad \forall T\in F}
e quindi:
{\displaystyle \|Tx\|\leq \|T(x+y)\|+\|Ty\|\leq m+\|Ty\|\quad \forall x:\|x\|<\varepsilon \quad \forall T\in F}
Dato {\displaystyle x\in X}:
{\displaystyle \|Tx\|=\left\|T\left({\frac {2\|x\|}{\varepsilon }}\cdot {\frac {\varepsilon }{2\|x\|}}\cdot x\right)\right\|={\frac {2\|x\|}{\varepsilon }}\left\|T\left({\frac {\varepsilon }{2}}\cdot {\frac {x}{\|x\|}}\right)\right\|\leq {\frac {2\|x\|}{\varepsilon }}\left(m+\|Ty\|\right)\quad \forall T\in F}
e segue che:
{\displaystyle \|T\|=\sup _{\|x\|\leq 1}\|Tx\|\leq \sup _{\|x\|\leq 1}\left[{\frac {2\|x\|}{\varepsilon }}\left(m+\|Ty\|\right)\right]\leq {\frac {2}{\varepsilon }}\left(m+\|Ty\|\right)\quad \forall T\in F}
Con ciò il teorema è provato.

## Generalizzazioni
Condizioni meno restrittive per la validità del teorema si ottengono considerando uno spazio botte, dove vale la seguente versione del teorema. Dato uno spazio botte {\displaystyle X} ed uno spazio localmente convesso {\displaystyle Y}, ogni famiglia puntualmente limitata di operatori lineari continui da {\displaystyle X} in {\displaystyle Y} è equicontinua (e anche uniformemente equicontinua).
In alternativa, l'enunciato vale anche quando {\displaystyle X} è uno spazio di Baire e {\displaystyle Y} uno spazio localmente convesso.
Una versione più debole del teorema considera gli spazi di Fréchet invece che spazi di Banach: sia {\displaystyle X} uno spazio di Fréchet, {\displaystyle Y} uno spazio normato e {\displaystyle H} una famiglia di operatori lineari continui da {\displaystyle X} in {\displaystyle Y}. Se per ogni {\displaystyle x\in X} si ha:
{\displaystyle \sup \nolimits _{u\in H}\|u(x)\|<\infty }
allora gli operatori in {\displaystyle H} sono equicontinui.

## Corollari
Una prima conseguenza del principio è che se una successione di operatori limitati {\displaystyle (T_{n})} converge puntualmente, ovvero il limite di {\displaystyle (T_{n}(x))} esiste per tutti gli {\displaystyle x\in X}, allora tale limite puntuale definisce un operatore limitato {\displaystyle T}. Si nota che non si verifica che {\displaystyle T_{n}} converge a {\displaystyle T} nella norma operatoriale, cioè converge uniformemente su insiemi limitati. Tuttavia, {\displaystyle T_{n}} converge uniformemente a {\displaystyle T} su insiemi compatti grazie al fatto che {\displaystyle (T_{n})} è limitata nella norma operatoriale e {\displaystyle T} è continuo.
Un secondo corollario è che ogni insieme {\displaystyle S} debolmente limitato in uno spazio normato {\displaystyle Y} è limitato. Infatti, gli elementi di {\displaystyle S} definiscono una famiglia puntualmente limitata di operatori lineari continui sullo spazio di Banach {\displaystyle Y^{*}}, duale continuo di {\displaystyle Y}. Per il principio dell'uniforme limitatezza la norma degli elementi di {\displaystyle S}, in quanto funzionali su {\displaystyle Y^{*}}, cioè la norma su {\displaystyle Y^{**}}, è limitata. Ma per ogni {\displaystyle s\in S} la norma in {\displaystyle Y^{**}} coincide con la norma in {\displaystyle Y} per il teorema di Hahn-Banach.
Sia {\displaystyle L(X,Y)} l'insieme degli operatori continui da {\displaystyle X} in {\displaystyle Y}, con la norma operatoriale. Se la collezione {\displaystyle F} non è limitata in {\displaystyle L(X,Y)} allora per il principio dell'uniforme limitatezza:
{\displaystyle R=\left\{x\in X\ :\ \sup \nolimits _{T\in F}\|Tx\|_{Y}=\infty \right\}\neq \varnothing }
Infatti, {\displaystyle R} è denso in {\displaystyle X}. Il complementare di {\displaystyle R} in {\displaystyle X} è l'unione numerabile di insiemi chiusi {\displaystyle \cup X_{n}}. Per quanto visto nella dimostrazione del principio, ogni {\displaystyle X_{n}} è un insieme mai denso, ovvero il sottoinsieme {\displaystyle \cup X_{n}} è di prima categoria, e quindi {\displaystyle R} è il complementare di un sottoinsieme di prima categoria in uno spazio di Baire. Per definizione di spazio di Baire, tali insiemi (detti insiemi residui) sono densi. Tale ragionamento conduce al principio di condensazione delle singolarità, il quale afferma che se {\displaystyle X} è uno spazio di Banach, {\displaystyle \{Y_{n}\}} una successione di spazi vettoriali normati e {\displaystyle F_{n}} una famiglia illimitata in {\displaystyle L(X,Y_{n})}, allora l'insieme:
{\displaystyle R=\left\{x\in X\ :\ \forall n\in \mathbf {N} :\sup \nolimits _{T\in F_{n}}\|Tx\|_{Y}=\infty \right\}}
è denso in {\displaystyle X}. Infatti, il complementare di {\displaystyle R} è l'unione numerabile:
{\displaystyle \bigcup \nolimits _{n,m}\left\{x\in X\ :\ \sup \nolimits _{T\in F_{n}}\|Tx\|_{Y}\leq m\right\}}
di insiemi di prima categoria, e quindi {\displaystyle R} è denso.